# Saulchery
 Saulchery  es una población y comuna francesa, en la región de Picardía, departamento de Aisne, en el distrito de Château-Thierry y cantón de Charly-sur-Marne.

## Demografía
| 640 | 575 | 579 | 564 | 592 | 661 |
| Para los censos de 1962 a 1999 la población legal corresponde a la población sin duplicidades (Fuente: INSEE [Consultar]) |     |     |     |     |     |